# Želva annamská
Želva annamská (Mauremys annamensis) označovaná také jako želva annámská či želva anámská (oboje používáno např. v českých zoo) je druh želvy žijící v jihovýchodní Asii, konkrétně pouze na malém území ve Vietnamu.
Je řazena mezi kriticky ohrožené taxony, neboť patří mezi nejvíce ohrožené druhy želv. Přes šest desítek let byla dokonce považována za vyhubený druh.
Jejím domovem jsou pomalu tekoucí a stojaté sladké vody. Žije skrytá ve vegetaci či mezi kořeny. Aktivní je za soumraku.
Živí se vodními rostlinami, ovocem, listy, malými rybami či bezobratlými.
Dosahuje délky 30 cm. Karapax má šedou barvu, plastron žlutou doplněnou o tmavé skvrny. Hlava je tmavá, na stranách rozdělená třemi až čtyřmi žlutými pruhy.
Klade tři až šest vajec; doba inkubace se pohybuje v rozmezí 85 až 111 dní.

## Chov v zoo
Tento druh je závislý na chovu v lidské péči. V létě 2020 byl chován ve třiceti evropských zoo. Mezi nimi bylo zastoupeno rovněž šest českých zoologických zahrad. Obdobný počet zoo se želvami annámskými mají už jen v Německu a Spojeném království.
- Zoo Děčín (detašovaná expozice Rajské ostrovy)
- Zoo Ostrava
- Zoo Plzeň
- Zoo Praha
- Zoo Ústí nad Labem
- Zoo Na Hrádečku

### Chov v Zoo Praha
Želva annamská je chována od roku 1991. Úspěšné odchovy započaly v roce 2005. Od té doby se do konce roku 2019 vylíhlo přes 50 mláďat. Čtyři mláďata z roku 2019 byla o to větším úspěchem, že následovala po více než pěti letech bez odchovu, kdy bylo potřeba, aby samice pohlavně dospěla. Na konci roku 2019 bylo chováno sedm jedinců.
Tento druh je k vidění v pavilonu šelem a plazů v dolní části zoo.
Želva annamská je jedním z cílových druhů mezinárodní kampaně Vietnamazing: Více než šedesát let byla považována za druh v přírodě vyhubený, ale s aktuálním pozorováním není vyloučeno, že nepočetná volně žijící populace ještě existuje. Přežití druhu nepochybně závisí na rozmnožování v lidské péči. V Zoo Praha se od prvního odchovu v roce 2005 k srpnu 2024 vylíhlo a podařilo odchovat 61 mláďat. Ve Vietnamu běží průzkumné práce, jejichž cílem je nalezení a obnovení vhodných lokalit pro reintrodukci.